# Famille de Gourgue
Pour les articles homonymes, voir Gourgue.
 (décembre 2024).
La famille de Gourgue est une famille noble française originaire de Gascogne, puis établie à Bordeaux, où ses membres ont occupé différentes fonctions au Parlement de Bordeaux. Sa branche ainée s'est ensuite établie à Paris, avec des fonctions de premier plan au Parlement de Paris. Cette famille s'est éteinte en 1949 avec sa branche cadette restée en Guyenne.

## Étymologie
Le nom de cette famille pourrait provenir du village de Gourgue, ou d'un lieu-dit des Landes. Ce mot désigne en gascon une source d'eau assez profonde se situant près d'une maison.

## Origines
Sans que l'on sache s'il s'agit d'homonymes ou éventuellement d'ascendants agnatiques, on trouve plusieurs personnages du nom de Gourgue cités au Moyen Âge. L'écrit le plus ancien est daté de 1146, avec le nom et la signature de Pierre de Gourgue apparaissant sur la charte de Mont-de-Marsan (Landes).
En 1285, on trouve un Geoffroy de Gourgue, conseiller du roi Philippe IV le Bel à Bordeaux. En 1318, Philippe de Gourgue épouse la nièce du pape Clément V, Cécile de Pélagrue.
La famille de Gourgue objet de cet article est originaire de la région de Mont-de-Marsan (Landes), sans qu'il soit possible avec certitude d'établir des liens avec les précédents.

## Histoire
Au XVIe siècle, des colons français essaient de fonder des colonies sur le sol de Floride. Les Espagnols voient d'un mauvais œil ces implantations rivales, et massacrent volontiers les colons français, qu'ils considèrent comme des pirates. En 1568, l'un des plus célèbres membres de la famille, Dominique de Gourgue, monte une expédition en Floride. Après plusieurs affrontements locaux, il fait pendre ou égorger les Espagnols qui occupaient le fort Caroline. Il a organisé personnellement cette vengeance, demandant une aide financière à son frère Antoine.
En 1583, Ogier de Gourgue, peut être parent de Dominique, ayant fait carrière dans les affaires du Roi et ayant acquis une charge de trésorier général des Finances en Guyenne, acquiert également la ruine du château de Vayres d' Henri de Navarre. Il le transforme en château Renaissance, et la demeure reste en possession de la famille jusqu'à la fin du XVIIIe siècle. Le château sera néanmoins partiellement détruit au XVIIe siècle par la Fronde lorsque Marc-Antoine de Gourgue aura pris le parti des insurgés contre le roi.
Au XVIIe siècle, la branche ainée entre en possession de la baronnie d'Aulnay-sous-Bois. Armand Jacques de Gourgue épouse Marie de Coitier qui était l'héritière de la baronnie d'Aulnay acquise en 1482 par Jacques Coitier, médecin de Louis XI. Armand-Jacques de Gourgue obtient en 1683 du roi Louis XIV l'érection de la baronnie en marquisat, faisant de lui le premier marquis d'Aulnay-sous-Bois. La famille de Gourgue, qui demeurait au château d'Aulnay, restera dans cette ville jusqu'au XIXe siècle, comptant également plusieurs maires de la commune.

## Personnalités
- Dominique de Gourgues (1522-1593), chef de guerre
- Ogier de Gourgue (?-1593[1]), Conseiller du roi Louis XIII, trésorier de France et général des finances à Bordeaux durant la seconde moitié du XVIe siècle ; seigneur de Vayres, Ogier de Gourgue bâtit sa fortune en investissant dans des terres et seigneuries, dont celle de Lège acquise en 1572.
- Marc-Antoine de Gourgue (1575-1628), fils d'Ogier[2], conseiller au grand conseil le 17 août 1596, maître des requêtes le 10 mai 1604[3], reçu président à mortier le 23 décembre 1613 puis premier président du parlement de Bordeaux le 27 décembre 1616[4]. Il provoqua un jour le Roi Louis XIII en voulant exposer les griefs du Parlement de Bordeaux dont il était Premier Président. Le Roi le força à s'agenouiller devant lui le 15 août 1628. Marc-Antoine fut retrouvé mort le 9 septembre 1628, sans doute à la suite du bouleversement provoqué par cette altercation. Il avait épousé le 6 juillet 1617 Olive de Lestonnac, dame de Margaux (née en 1572, décédée le 9 décembre 1652)[5],[6].

### Branche ainée d'Aulnay
- Jacques-Joseph de Gourgue (vers 1645-1724), évêque de Bazas

### Branche cadette de Lanquais
- Joseph-Marie de Gourgue (1768-1832), maire de Bordeaux en 1816, député de la Gironde en 1821[7]
- Alexis de Gourgue (1801-1885), fils du précédent, châtelain de Lanquais (Dordogne), écrivit des ouvrages sur la topographie et l'histoire de la Dordogne.

## Seigneuries
- Bouret, Rabaine, Lalanne, Liac, Lanquais

## Titres
- Marquis de Vayres en 1659
- Marquis d'Aulnay en 1683

## Armes
Les armes de la famille se blasonnent ainsi D'azur au lion d'or, armé et lampassé de gueules, accosté de deux étoiles également d'or.

## Vin
Le Château Ogier de Gourgues est le nom d'un vin rouge de Bordeaux. Il est produit près du château d'Ogier de Gourgue, à Saint-Caprais-de-Bordeaux.

## Pour approfondir

### Fonds d'archives
- Les papiers personnels de la famille de Gourgues sont conservés aux Archives nationales sous les cotes 13AP :Inventaire du fonds 13AP, et également en 109 AP : Inventaire du fonds 109AP
- Collection et Fonds Gourgues aux Archives nationales